# Хуан Хосе Рубіо
Хуан Хосе Рубіо (ісп. Juan José Rubio, нар. 28 серпня 1956, Мадрид) — іспанський футболіст, що грав на позиції нападника, зокрема, за мадридський «Атлетіко», а також національну збірну Іспанії.

## Клубна кар'єра
У дорослому футболі дебютував 1976 року виступами за команду клубу «Атлетіко», в якій провів одинадцять сезонів, взявши участь у 249 матчах чемпіонату.  Більшість часу, проведеного у складі «Атлетіко», був серед основних гравців атакувальної ланки команди. 1985 року допоміг команді здобути кубок Іспанії і Суперкубок країни. Наступного сезону команда успішно виступала у Кубку володарів кубків, сягнувши фіналу турніру, в якому з рахунком 0:3 поступилася київському «Динамо».
Завершив професійну ігрову кар'єру у клубі «Сабадель», за команду якого виступав протягом 1987—1989 років.

## Виступи за збірну
1981 року провів свою першу і, як виявилося, єдину гру за національну збірну Іспанії.

## Титули і досягнення
- Володар Кубка Іспанії (1):

«Атлетіко»: 1984-1985
- Володар Суперкубка Іспанії (1):

«Атлетіко»: 1985